# Бхакти
Бхакти (санскрит: भक्ति) в Индуизма и Будизма означава преданост, посвещение и любов на Бог. Основните индуистки текстове описващи бхакти са Бхагавад гита, Бхагавата пурана и Нарада бхакти сутра.

## Маймуната и котката
Един начин за представяне на бхакти е чрез образите на две животни – маймуната и котката. Малкото маймунче търси закрила от майка си, подобно на вярващия, който търси закрила и любов от Бога. Котката-майка крие малките си на най-безопасното място също като Бог, който води вярващия по най-сигурния път.